# José Raúl Capablanca
Jose Raúl Capablanca y Graupera (Havana, 19 de novembro de 1888 — Nova Iorque, 8 de março de 1942) foi um enxadrista cubano detentor do título de campeão do mundo da modalidade entre 1921 e 1927. Considerado o melhor jogador de todos os tempos por muitos adeptos do xadrez, Capablanca possuía um excepcional conhecimento em finais de jogo e rápido raciocínio.

## Carreira

### Juventude
José Raúl Capablanca, o segundo filho sobrevivente de um oficial do exército espanhol, José María Capablanca, nasceu em Havana em 19 de novembro de 1888. Capablanca é referido por vários historiadores da modalidade como o Mozart do xadrez, uma vez que o seu brilhantismo desde cedo se evidenciou.
Aos quatro anos teria aprendido as regras do xadrez simplesmente observando o seu pai a jogar. Conta-se que Capablanca teria visto o seu pai fazer uma jogada ilegal com o cavalo, acusando-o de fazer batota e seguidamente explicando-lhe o que teria feito.
Com doze anos de idade Capablanca derrotou o campeão de Cuba, Juan Corzo, obtendo o resultado de 4 vitórias, 2 derrotas e 6 empates.

### Ascensão
Em 1909, aos vinte anos, Capablanca venceu o campeão dos Estados Unidos, Frank Marshall, uma vitória avassaladora com o resultado de oito vitórias, uma derrota e catorze empates. Note-se que Marshall era um jogador com qualidade suficiente para ter disputado um match pelo título de campeão do mundo apenas dois anos antes.

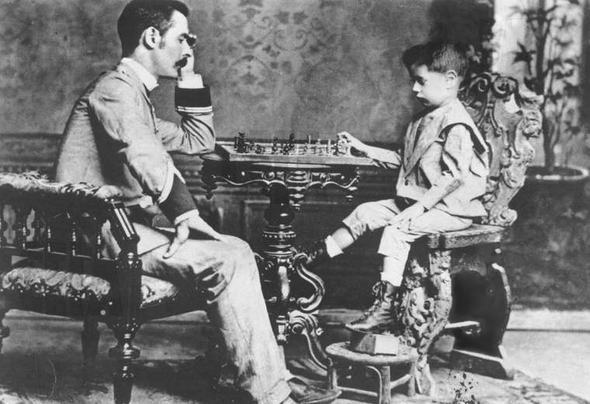
Capablanca jogando uma partida de xadrez com seu pai aos quatro anos de idade, em 1892.

Em 1911, persuadido por Marshall, Capablanca jogou o torneio de São Sebastião, Espanha, um dos mais importantes torneios do mundo na altura, veja-se que dentre os jogadores de topo da época apenas o campeão do mundo, Emanuel Lasker, não estava presente. Ossip Bernstein e Aaron Nimzowitsch discordaram da presença de Capablanca por este ainda não ter vencido um torneio de relevo, a resposta de Capablanca foi vencer a primeira ronda contra Bernstein, tendo este jogo conquistado o prémio de brilhantismo. Após isto, Bernstein ganhou um novo respeito por Capablanca e afirmou que não seria surpresa para ele se Capablanca viesse a ganhar o torneio. O jovem cubano levou facilmente de vencida Nimzowitsch em alguns jogos blitz que disputaram. Os mestres reconheceram que não havia quem levasse a melhor a Capablanca nas variantes rápidas do jogo. Capablanca venceu ainda Nimzowitsch naquele que foi considerado o jogo do torneio.
Capablanca surpreendeu o mundo do xadrez ao vencer o torneio com seis vitórias, uma derrota e sete empates, superando Akiba Rubinstein, Carl Schlechter e Siegbert Tarrasch.
Em 1911 Capablanca desafiou Lasker para disputarem o campeonato do mundo, este assentiu mas impôs dezessete condições para o match. Como Capablanca não acordou com estas condições o match acabou por não se disputar.
Em Setembro de 1913, Capablanca conseguiu lugar no Gabinete dos Negócios Estrangeiros cubano, onde não tinha qualquer tarefa senão jogar xadrez. Esta posição permitiu-lhe defrontar em vários jogos de exibição os melhores jogadores europeus, onde provou a sua superioridade.
Em 1914, num torneio em São Petersburgo, Capablanca encontrou Lasker no tabuleiro pela primeira vez, e, apesar de ter estado com uma vantagem de 1,5 pontos acabou por perder para Lasker, com 13 pontos contra os 13,5 deste, embora com larga vantagem para o terceiro classificado Alexander Alekhine.

### Campeão do Mundo
Em 1920, Lasker verificou que Capablanca estava demasiado forte para ele, e desistiu do seu título em favor deste dizendo que "Você ganhou este título não através dum desafio formal, mas através das suas brilhantes capacidades." Apesar disso, Capablanca queria vencer num match, mas Lasker insistiu que ele próprio é que era o desafiante, que se disputou em Havana em 1921, o resultado cifrou-se em +4 -0 =10. O feito de ganhar o título de campeão do mundo sem derrotas só tem paralelo na vitória de Vladimir Kramnik sobre Garry Kasparov +2 -0 =14 em 2000.
Já como campeão do mundo, Capablanca dominou absolutamente em 1922 em Londres. Nesta altura apareciam cada vez mais jogadores de qualidade e pensou-se que o campeão do mundo não deveria poder evitar desafios ao seu título, como se verificou até então. Neste torneio os grandes jogadores da época Alekhine, Efim Bogoljubow, Geza Maroczy, Richard Réti, Akiba Rubinstein, Savielly Tartakower e Milan Vidmar encontraram-se para discutir as regras pelas quais se conduziriam os futuros campeonatos. Entre outras condições, uma imposta por Capablanca foi que o desafiante deveria angariar um mínimo de dez mil dólares para o prize money. Nos anos que se seguiram Rubinstein e Nimzowitsch desafiaram Capablanca mas não conseguiram reunir o dinheiro suficiente. Posteriormente Alekhine desafiou Capablanca, residindo o seu suporte financeiro num grupo de empresários argentinos e no próprio presidente do país.
No período em que foi campeão do mundo, Capablanca teve grandes mudanças na sua vida pessoal, em Dezembro de 1921 casou com Gloria Simoni Beautucourt, deste casamento nasceram José Raul em 1923 e Gloria em 1925, o casal acabou contudo por se divorciar. Neste período os pais de Capablanca faleceram.
Em 1924 Capablanca foi o segundo classificado atrás de Lasker em Nova Iorque, novamente com larga vantagem para o terceiro classificado Alekhine, em Moscovo em 1925 ficou-se somente pelo terceiro lugar atrás de Efim Bogoljubow e Lasker, mas dominou completamente o torneio de seis jogadores disputado em Nova Iorque em 1927, ao não perder qualquer jogo e terminando com 2,5 pontos de vantagem para Alekhine. Nestas condições Capablanca era o claro favorito à vitória no match contra Alekhine a disputar nesse ano.

### Perda do título

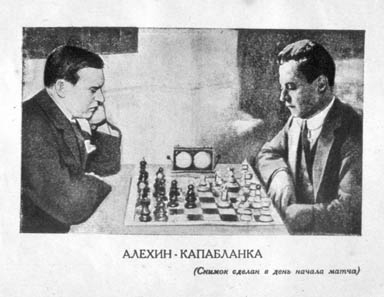
Fotomontagem. Na esquerda: Alekhine (partida contra Nimzowitsch em 1926). Na direita: Capablanca (antes de 1926).

Neste match verificou-se a queda de Capablanca. Apesar de ter tentado fazer Alekhine anular o match quando este rotundou numa série de empates, Alekhine recusou-se e acabou por levar o título com +6 -3 =25, contudo, apesar de acordado nas condições impostas para que o match decorresse que haveria direito a revanche, Alekhine recusou-se a jogar novamente contra o até então campeão, em vez disso jogou dois matches contra Efim Bogolyubov e negou-se a jogar os mesmos torneios que o seu rival.

### Após o campeonato
Após ter perdido o título, Capablanca venceu vários torneios fortes, e em 1931 derrotou Max Euwe +2 -0 =8. Em seguida retirou-se do xadrez de alto nível, jogando apenas em jogos de menor responsabilidade no Manhattan Chess Club e simultâneas. Reuben Fine refere que neste período estava a um nível próximo do de Alekhine no blitz, mas Capablanca vencia-o "sem misericórdia" nas poucas vezes que jogaram.
Em 1934, Capablanca voltou a jogar ao mais alto nível. Tinha encontrado uma nova companheira, Olga Chagodayev, com quem casou em 1938, que o levou a jogar novamente. Em 1935, Alekhine perdeu o título para Euwe. Capablanca ficou com esperanças renovadas quanto à possibilidade de recuperar o título, tendo vencido o torneio de Moscovo em 1936, à frente de Botvinnik e Lasker. Venceu empatado com Botvinnik o super-torneio de Nottingham também em 1936, à frente de Euwe, Lasker, Alekhine e os jogadores jovens mais promissores, neste torneio Capablanca e Alekhine defrontaram-se pela primeira vez desde o fatídico match e Capablanca conseguiu vingar-se. A sua "raiva mútua" era ainda forte, por isso nunca eram vistos sentados os dois junto ao tabuleiro por mais de alguns segundos, cada um fazia a sua jogada levantando-se em seguida.
Em 1937, Euwe, ao contrário do que Alekhine fez com Capablanca, correspondeu à obrigação de permitir a Alekhine o match de desforra, que este ganhou sem dificuldade. Depois disto, já não havia esperança para Capablanca recuperar o título, e Alekhine não jogou mais nenhum match pelo campeonato do mundo até à sua morte. O controlo absoluto que o campeão fazia do título fez com que a FIDE adquirisse o controlo da atribuição do título, para garantir que o melhor concorrente tivesse a possibilidade de defrontar o campeão.
Durante o Torneio de xadrez AVRO 1938 ele sofreu um pequeno ataque cardíaco e também o pior resultado da sua carreira, sétimo de oito. Ainda assim, conseguia obter grandes resultados no tabuleiro, na Olimpíada de xadrez de 1939, em Buenos Aires, conseguiu o melhor resultado para Cuba, vencendo Alekhine e Paul Keres.
Na tarde de 7 de março de 1942, no Clube de Xadrez de Manhattan, Capablanca subitamente sofreu uma severa dor de cabeça e começou a perder a consciência. Foi levado às pressas ao hospital e na manhã seguinte, nos braços de sua mulher Olga, morreu de hemorragia cerebral… Havana enterrou seu herói nacional com honras de Estado.
Meus Grandes Predecessores Vol. 1, Garry Kasparov
Foi neste hospital que Emanuel Lasker tinha falecido um ano antes. O seu arquirrival Alekhine escreveu "Com a sua morte, perdemos um enorme génio no xadrez, como nunca veremos igual".

## Jogo

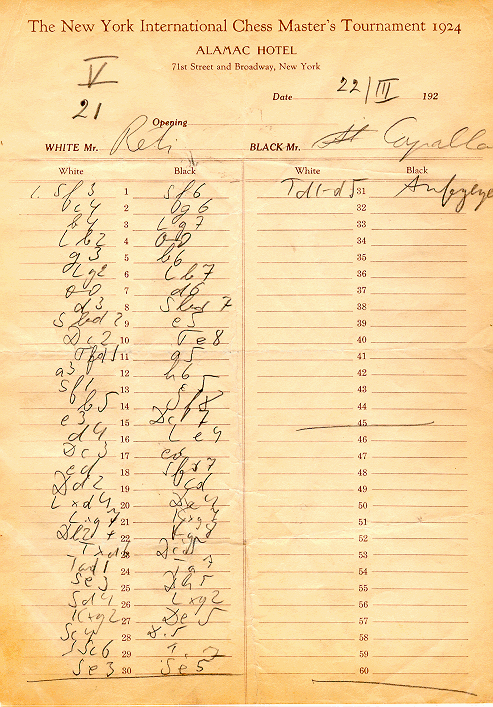
Planilha de anotação de uma partida entre Capablanca e Réti, em Nova Iorque, 1924.

Capablanca ainda é considerado como um dos melhores jogadores de todos os tempos. Ele é especialmente conhecido pela sua rapidez de julgamento, isenção de erros, grande qualidade nos finais e estilo posicional. É ainda conhecido pelo seu enorme talento natural e pelo pouco tempo despendido se preparando para os torneios.
Em toda a sua carreira, Capablanca sofreu menos de cinquenta derrotas em jogos oficiais, conseguindo ainda o feito de estar invicto durante oito anos consecutivos, de 1916 a 1923 inclusive, uma série de 63 jogos sem perder incluindo a vitória no campeonato do mundo.
De facto, apenas Marshall, Lasker, Alekhine e Rudolf Spielmann ganharam dois ou mais jogos "a sério" do já amadurecido Capablanca, embora levem desvantagem no total dos confrontos, Capablanca vs Marshall +20 -2 =28, vs Lasker +6 -2 = 16, vs Alekhine +9 -7 =33, excepto Spielmann que tem o resultado empatado +2 -2 =?. Dos jogadores de topo, apenas Keres tinha vantagem nos confrontos com Capablanca +1 -0 =5, note-se que esta vitória foi conseguida quando Capablanca já tinha cinquenta anos de idade.
Richard Réti afirmou que "O xadrez era a língua mãe de Capablanca". E, de acordo com o sistema de classificação de Jeff Sonas, do sítio chessmetrics, Réti não se engana muito, visto que Capablanca lidera as listas em períodos de 1 ano, 3 anos, 5 anos e 9 anos .
Capablanca não fundou uma nova escola per se, mas o seu estilo influenciou muito o jogo de dois campeões do mundo Bobby Fischer e Anatoly Karpov. Mikhail Botvinnik também escreveu que tinha aprendido muito com Capablanca, e até apontou que o próprio Alekhine aprendeu muito com este em termos de jogo posicional, antes do match que os iria tornar rivais para sempre.
Botvinnik apontava o livro de Capablanca Chess Fundamentals como indubitavelmente o melhor livro de xadrez alguma vez escrito. Nele, Capablanca referia que apesar de o bispo ser habitualmente mais forte que o cavalo, a combinação dama e cavalo era normalmente superior à combinação dama e bispo. Botvinnik atribui a Capablanca os créditos por ter sido ele o primeiro a ter esta noção.

## Morte do xadrez devido aos empates

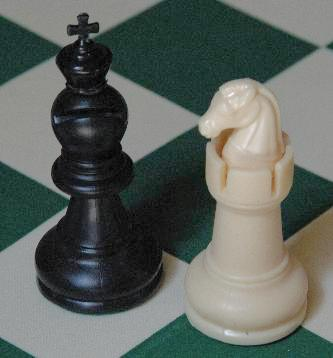
O Arcebispo e o Chanceler, peças criadas por Capablanca, segundo a concepção do wikipedista Matt Hucke, montadas a partir de peças comuns de xadrez com o uso de estilete e cola.

Capablanca previu que num futuro próximo o xadrez iria deixar de ser praticado em virtude dos frequentes empates, no sentido em que os mestres podiam, se quisessem e em razão dos seus profundos conhecimentos da teoria enxadrística, empatar todos os jogos. Isto ainda não se verifica, apesar de se ter chegado muito próximo deste ponto. Por exemplo, no primeiro match para o campeonato do mundo entre Karpov e Kasparov, o segundo, encontrando-se à beira da derrota, conseguiu seguir uma linha de jogo menos agressiva levando a uma série de empates tão longa que o match acabou por ser anulado, exactamente o tipo de situação que Capablanca reprovava e tinha previsto.
Para alterar esta questão, Capablanca sugeriu uma nova variante do xadrez, o Xadrez de Capablanca, a ser disputada num tabuleiro de dez por oito casas e com o acréscimo de duas novas peças: o arcebispo e o chanceler. A ideia por trás desta inovação era de que, se fossem adicionadas peças e se o tamanho do tabuleiro também fosse aumentado, a complexidade do xadrez também se ampliaria significativamente, o que permitiria ao jogador apenas um pouco mais habilidoso ter mais oportunidades para virar o jogo a seu favor, no lugar de apenas obter um mero empate. Note-se que esta complexa variante foi proposta por ele enquanto ainda era campeão do mundo.

## Principais resultados em torneios
| Data | Local                   | Colocação | Observações |
| ---- | ----------------------- | --------- | --- |
| 1914 | São Petersburgo 1914    | 2         | No torneio final, vencido por Lasker, com Alekhine em terceiro e Tarrasch em quarto.                                        |
| 1924 | Nova Iorque 1924        | 2         | Vencido por Emanuel Lasker, com Alexander Alekhine em terceiro e Frank Marshall em quarto.                                  |
| 1925 | Moscou 1925             | 3         | Vencido por Efim Bogoljubow, com Emanuel Lasker em segundo e Marshall em quarto.                                            |
| 1927 | Nova Iorque 1927        | 1         | Torneio com participação de Aron Nimzowitsch, Alexander Alekhine, Milan Vidmar e Marshall.                                  |
| 1928 | Bad Kissingen 1928      | 2         | Torneio com participação de Efim Bogoljubow, Max Euwe, Akiba Rubinstein e Aaron Nimzovitch.                                 |
| 1928 | Berlim 1928             | 1         | Com Aaron Nimzovitch em segundo, Rudolph Spielmann em terceiro e Savielly Tartakower em quarto.                             |
| 1929 | Carlsbad 1929           | 2         | Vencido por Aron Nimzowitsch, Rudolf Spielmann em terceiro e Akiba Rubinstein em quarto.                                    |
| 1936 | Moscou 1936             | 1         | Torneio com participação de Mikhail Botvinnik e Salo Flohr.                                                                 |
| 1936 | Nottingham 1936         | 2         | Vencido por Mikhail Botvinnik, Max Euwe em terceiro e com participação de Emanuel Lasker, Alexander Alekhine e Reuben Fine. |
| 1937 | Semmering/Baden de 1937 | 3         | Vencido por Paul Keres, com Reuben Fine em segundo e Samuel Reshevsky em quarto.                                            |

## Livros de Capablanca
- A Primer of Chess, por Jose Raúl Capablanca (Harvest Books, Novembro de 2002)
- Chess Fundamentals, Jose Raúl Capablanca (Everyman Chess, Outubro de 1994)
- My Chess Career, por Jose Raúl Capablanca (Hardinge Simpole Limited, Outubro de 2003)
- World's Championship Matches, 1921 and 1927, por Jose Raúl Capablanca (Dover, Junho de 1977)
- Obras de José Raúl Capablanca (em inglês) no Projeto Gutenberg